# Wilhelmshäuser Bach
Der Wilhelmshäuser Bach ist ein etwa 10,2 km langer, südwestlicher und orographisch linker Zufluss der Werra im Werra-Meißner-Kreis im Nordosten von Hessen (Deutschland).

## Verlauf
Der gänzlich im Geo-Naturpark Frau-Holle-Land (Werratal.Meißner.Kaufunger Wald) verlaufende Wilhelmshäuser Bach entspringt am Mühlenstein, einem 607,2 m ü. NHN hohen Berg des Kaufunger Waldes. Seine Quelle befindet sich auf der Ostflanke des Berges in der Taleinkerbung Seemeinersgraben auf etwa 520 m Höhe.
Das im Oberlauf auch Berksbach (auch als linker Quellbach bezeichnet) genannte Fließgewässer verläuft anfangs durch den Seemeinersgraben und dann nach Nordosten. Ab Aufnahme des aus Richtung von Oberroßbach bzw. vom Bilstein kommenden Mittelbachs (auch als rechter Quellbach bezeichnet) heißt es nur noch Wilhelmshäuser Bach und ist von dort an 6,95 km lang. Etwas unterhalb dieser auf etwa 265 m Höhe gelegenen Bachvereinigung durchfließt es Roßbach.
Fortan fließt der Bach im Kleinalmeröder Hügelland nordwärts entlang der Landesstraße 3389. Anschließend verläuft er nordostwärts entlang der Kreisstraße 65 durch Ellingerode. Nach der Einmündung des von Kleinalmerode kommenden Krumbachs (Krummbach) fließt der Bach nordostwärts entlang der L 3237.
Zuletzt läuft der Wilhelmshäuser Bach nordwestlich an Witzenhausen vorbei, um etwas nördlich davon nach Unterqueren der L 3238 (mit Werratal-Radweg) auf etwa 130 m Höhe in die Werra zu münden.

## Einzugsgebiet und Zuflüsse
Zu den Zuflüssen des Wilhelmshäuser Bachs, dessen Einzugsgebiet 19,571 km² groß ist und sich von etwa 130 m Höhe an seiner Mündung und 641,2 m Höhe am Bilstein erstreckt, gehören bachabwärts betrachtet mit orographischer Zuordnung (l = linksseitig, r = rechtsseitig), Gewässerlänge, Mündungsort mit Bachkilometer des Wilhelmshäuser Bachs und Einzugsgebietsgröße:
- Berksbach (l; auch als Quellbach bezeichnet; 3,25 km), oberhalb Roßbach, km 6,95 (3,775 km²)
- Mittelbach (r; auch als Quellbach bezeichnet; 3,1 km), oberhalb Roßbach, km 6,95 (3,598 km²)
- Krumbach (l; auch Krummbach genannt; 2,4 km), unterhalb Ellingerode, km 2,55 (2,805 km²)